# C/2012 E3 (PANSTARRS)
C/2012 E3 (PANSTARRS) — одна з довгоперіодичних комет. Ця комета була відкрита 14 березня 2012 року; вона мала 20.2m на час відкриття.